# Chính phủ Quốc dân
Chính phủ Quốc dân Trung Hoa Dân quốc (tiếng Trung: 中華民國國民政府; bính âm: Zhōnghuámínguó Guómínzhèngfǔ, giản xưng Chính phủ Quốc dân tiếng Trung: 國民政府) hay còn được gọi là Đệ nhị Trung Hoa Dân quốc và Đệ nhị Cộng hòa Trung Hoa là chính phủ trung ương và cơ quan hành chính tối cao Trung Hoa Dân Quốc thời kỳ huấn chính, do Đại bản doanh Đại nguyên soái Lục-Hải quân Trung Hoa Dân Quốc cải tổ thành, thành lập vào ngày 1 tháng 7 năm 1925, kết thúc vào ngày 20 tháng 5 năm 1948. Từ khi thành lập cho đến năm 1928, Chính phủ Quốc dân và Chính phủ Bắc Dương tại Bắc Kinh đối lập lẫn nhau; sau Bắc phạt thống nhất toàn quốc vào năm 1928, trở thành chính phủ hợp pháp duy nhất đại diện cho Trung Quốc. Từ năm 1937 đến năm 1945, Chính phủ Quốc dân lãnh đạo Trung Quốc tiến hành Chiến tranh kháng Nhật, từ sau sự kiến Trân Châu Cảng bắt đầu cùng Đồng Minh đối kháng phe Trục. Ngày 20 tháng 5 năm 1948, căn cứ theo "Hiến pháp Trung Hoa Dân Quốc" năm 1947, tổng thống và phó tổng thống được lựa chọn chính thức nhậm chức, Chính phủ Quốc dân cải tổ thành Chính phủ Trung Hoa Dân Quốc như hiện nay.
Chính phủ Quốc dân được Trung Quốc Quốc Dân đảng kiến lập theo "đại cương kiến quốc Chính phủ Quốc dân" của Tôn Trung Sơn, do Trung Quốc Quốc Dân đảng cầm quyền, chức vị chủ yếu đều do đảng viên của đảng này đảm nhiệm, song cũng tiếp nhận nhân sĩ ngoài đảng tham dự. Trong thời gian tồn tại, Trung Quốc Quốc Dân đảng nhiều lần phát sinh xung đột và phân liệt nội bộ, dẫn đến bộ phận đảng viên rời bỏ để tự thành lập "Chính phủ Quốc dân". Ngoài ra, sau khi thi hành hiến pháp, Chính phủ Trung Hoa Dân Quốc trong thời kỳ Trung Quốc Quốc Dân đảng cầm quyền nhiều trường hợp vẫn thường được gọi là "Chính phủ Quốc dân" và thường đã để phân biệt với nhà nước cộng sản ở Đại lục trước khi Hiến pháp Trung Hoa Dân Quốc cho phép dân chủ hoá chính thức từ năm 1991.